# كهوف ديكسي
كهوف ديكسي (بالإنجليزية: Dixie Caverns)‏؛ هي مجموعة من الكهوف التي تقع في مقاطعة رونوك في الولايات المتحدة.

## السياحة
تعد «كهوف ديكسي» إحدى مواقع الجذب السياحي في مقاطعة رونوك في ولاية فرجينيا الأمريكية.